# Sân vận động Commonwealth
Sân vận động Commonwealth (tiếng Anh: Commonwealth Stadium; tiếng Pháp: Stade du Commonwealth), còn được gọi là The Brick Field tại Sân vận động Commonwealth trong các sự kiện của Edmonton Elks (tiền thân là Edmonton Eskimos), là một sân vận động đa năng toàn chỗ ngồi ngoài trời nằm ở khu vực McCauley của Edmonton, Alberta, Canada. Sân có sức chứa 55.819 chỗ ngồi, trở thành sân vận động ngoài trời lớn nhất ở Canada. Sân đã được sử dụng cho bóng bầu dục Canada, điền kinh, bóng đá và rugby union, cũng như các buổi hòa nhạc.
Việc xây dựng bắt đầu vào năm 1975 và địa điểm được khánh thành trước Đại hội Thể thao Khối Thịnh vượng chung 1978 (do đó có tên gọi như vậy), thay thế Sân vận động Clarke liền kề làm sân nhà của Edmonton Elks. Sân đã trải qua một đợt mở rộng lớn trước Đại hội Thể thao Sinh viên Mùa hè 1983, khi đạt sức chứa 60.081 người. Đội thuê chính của sân là Edmonton Elks của Canadian Football League (CFL), và đã tổ chức Cúp Grey, trận đấu tranh chức vô địch của CFL, năm lần. Sân vận động này vẫn là địa điểm duy nhất của CFL với mặt cỏ tự nhiên trong một thời gian dài, cho đến khi FieldTurf Duraspine Pro được lắp đặt vào năm 2010.
Các giải đấu bóng đá bao gồm chín trận đấu vòng loại Giải vô địch bóng đá thế giới với đội tuyển bóng đá quốc gia Canada, hai phiên bản của Cúp bóng đá Canada, Giải đấu tiền Olympic CONCACAF nam 1996, Giải vô địch bóng đá nữ U-19 thế giới 2002 và Giải vô địch bóng đá U-20 thế giới 2007, Giải vô địch bóng đá nữ U-20 thế giới 2014 và Giải vô địch bóng đá nữ thế giới 2015. FC Edmonton đã chơi các trận đấu của Giải bóng đá vô địch quốc gia Canada tại Sân vận động Commonwealth từ năm 2011 đến năm 2013. Sân vận động này cũng được liệt kê là địa điểm tiềm năng cho Giải vô địch bóng đá thế giới 2026, giải đấu mà Canada sẽ đồng đăng cai với México và Hoa Kỳ.
Các sự kiện khác tại sân vận động bao gồm Giải vô địch điền kinh thế giới 2001, Giải vô địch bóng bầu dục nữ thế giới 2006 và ba phiên bản của Cúp Churchill.